# Giancarlo Bolognini
Giancarlo Bolognini (Giacciano con Baruchella, 11 agosto 1938 – Bolzano, 29 maggio 2019) è stato un politico e dirigente sportivo italiano.

## Biografia
Nato nel Polesine, ma trasferitosi a Bolzano da piccolo, Bolognini fu ininterrottamente sindaco del capoluogo altoatesino (eletto nelle file della Democrazia Cristiana) dal 2 luglio 1968 al 13 dicembre 1983, quando si dimise dalla carica perché eletto nel consiglio regionale del Trentino-Alto Adige ed in quello provinciale di Bolzano. Gli subentrò Luigi De Guelmi.
Fu eletto consigliere regionale (e conseguentemente provinciale) per due legislature, dal 1983 al 1993. In Provincia fu dapprima vicepresidente del consiglio (dal 14 dicembre 1983 al 7 maggio 1984), e poi assessore sia nell'ultima giunta guidata da Silvius Magnago (1984-1988) che nella prima guidata da Luis Durnwalder (1989-1993), e di quest'ultima giunta fu anche brevemente vicepresidente (dal 3 marzo 1993).
Nel 1997 è stato eletto per la prima volta presidente della Federazione Italiana Sport del Ghiaccio (subentrò a Paul Seeber), venendo poi sempre confermato, fino al 2014 quando rinunciò a ricandidarsi. In precedenza, tra gli anni '70 ed '80, era stato vicepresidente e presidente (per un breve periodo nel 1980) dell'Hockey Club Bolzano, ma anche presidente dell'Associazione Calcio Bolzano (1974-1980). Rimase consigliere della squadra di hockey fino al 1995.
Nel 2018 è stato eletto presidente dell'HCB Foxes Academy, squadra nata dalla fusione tra il settore giovanile dell'Hockey Club Bolzano e l'Hockey Academy Bolzano.
Il figlio Michele era un giornalista sportivo.